# Hodister
Hodister est une section de la commune belge de Rendeux située en Région wallonne dans la province de Luxembourg.
C'était une commune à part entière avant la fusion des communes de 1977.
Hodister n'était une commune de la province de Luxembourg que depuis 1839. Elle fut créée en 1796 par la réunion des localités de Gênes (Rendeux), Hodister, Jupille et Warisy.
Parmi les personnalités de la commune figurent les frères Leboutte qui jouèrent un rôle primordial dans la création de la Force aérienne belge.

## Démographie
- Source: INS recensements population